# 卜家庄乡
卜家庄乡，是中华人民共和国甘肃省临夏回族自治州和政县下辖的一个乡镇级行政单位。

## 行政区划
卜家庄乡下辖以下地区：
松树村、白杨沟村、甘沟村、拉里洼村、前坪村、吊湾村和卜家庄村。